# 810
Évszázadok: 8. század – 9. század – 10. század
Évtizedek: 760-as évek – 770-es évek – 780-as évek – 790-es évek – 800-as évek – 810-es évek – 820-as évek – 830-as évek – 840-es évek – 850-es évek – 860-as évek
Évek: 805 – 806 – 807 – 808 –  809 – 810 – 811 – 812 – 813 – 814 – 815

## Események

### Európa
- Pippin itáliai király (Nagy Károly frank császár fia) megszállja Velencét, ahol a frank- és bizáncbarát pártok harca miatt bizonytalanná vált a politikai helyzet. A bizánci flotta megérkeztekor Pippin visszavonul, Obelerio degli Antenori dózse a frankokhoz menekül. Nagy Károly követséget küld Konstantinápolyba a helyzet rendezésére.
- Valószínűleg járvány következtében meghal a 33 éves Pippin; trónját törvénytelen fia, Bernard örökli. Ugyanebben az évben meghal Nagy Károly lánya, a kolostorban élő Rotrude, valamint nővére, Gisela is.
- Gudfred dán király 200 hajóból álló flottát küld a fríz partvidék fosztogatására és "adószedésre". Nagy Károly sereget gyűjt a dánok ellen, de Gudfredet saját emberei (az egyik krónika szerint a fia) meggyilkolják. Utóda unokaöccse, Hemming, aki békét köt a frankokkal.
- Nagy Károly békét köt al-Hakam córdobai emírrel és a két állam között a határvonalat az Ebro folyónál húzzák meg.
- Nagy Károly a dánok elleni készülődés során magával viszi a Hárún ar-Rásídtól kapott elefántját, Abul-Abbászt is, de az nem sokkal a Rajnán való átkelés után elpusztul.

## Születések
- Abbász ibn Firnász, andalúziai természettudós, költő, feltaláló
- Muhammad al-Buhárí, muszlim teológus
- Anastasius Bibliothecarius, ellenpápa
- Girart de Roussillon, Párizs grófja
- Kasszia, bizánci költő, zeneszerző
- I. Kenneth, skót király
- Tang Hszüan-cung, kínai császár

## Halálozások
- július 8. – Pipin itáliai király (* 777)
- Abul-Abbász, elefánt
- Gisela, Nagy Károly testvére
- Gudfred, dán király
- Rotrude, Nagy Károly lánya
- Thrasco, obodrita fejedelem

## Fordítás
- Ez a szócikk részben vagy egészben  a(z)   810 című angol Wikipédia-szócikk ezen változatának fordításán alapul.  Az eredeti cikk szerkesztőit annak laptörténete sorolja fel. Ez a jelzés csupán a megfogalmazás eredetét és a szerzői jogokat jelzi, nem szolgál a cikkben szereplő információk forrásmegjelöléseként.